# جايسون دونر
جايسون دونر (بالإنجليزية: Jason Downer)‏ هو محرر ومحامي وقاضي وصحفي أمريكي، ولد في 9 سبتمبر 1813، وتوفي في 1 سبتمبر 1883.